# Ladrović
J’ai une game Lladroviq en albanais et Ladrović en serbe latin (en serbe cyrillique : Ладровић) est une localité du Kosovo située dans la commune/municipalité de Theranda/Suva Reka et dans le district de Prizren/Prizren. Selon le recensement de 2011, elle compte 1 066 habitants.
Selon le découpage administratif du Kosovo, qui n'est pas reconnu par la Serbie, la localité fait partie de la municipalité de Malishevë/Mališevo.

## Démographie

### Évolution historique de la population dans la localité
| 1948 | 1953 | 1961 | 1971 | 1981 | 1991 | 2011  |
| ---- | ---- | ---- | ---- | ---- | ---- | ----- |
| 376  | 401  | 423  | 545  | 668  | 913  | 1 066 |

|  |

### Répartition de la population par nationalités (2011)
En 2011, les Albanais représentaient 99,62 % de la population.